# Lau Sek Fong
Lau Sek Fong (* 1929; † 6. Mai 2017) war ein Tischtennisspieler aus Hongkong, der in den 1950er Jahren bei Asienmeisterschaften zwei Goldmedaillen gewann.
Dreimal nahm Lau Sek Fong an Asienmeisterschaften teil. Dabei erreichte er 1952 im Einzel das Viertelfinale. Asienmeister wurde er 1954 mit der Mannschaft und 1957 im Einzel. 1956 und nochmals 1971 wurde er für die Weltmeisterschaft nominiert, jedoch ohne in die Nähe von Medaillenrängen zu kommen.
Nach 1971 trat er international nicht mehr in Erscheinung.

## Turnierergebnisse
| Verband | Veranstaltung           | Jahr | Ort      | Land | Einzel        | Doppel    | Mixed        | Team |
| ------- | ----------------------- | ---- | -------- | ---- | ------------- | --------- | ------------ | ---- |
| HKG     | Asienmeisterschaft TTFA | 1957 | Manila   | PHI  | Gold          |           |              |      |
| HKG     | Asienmeisterschaft TTFA | 1954 | Singapur | SIN  |               |           |              | 1    |
| MAC     | Asienmeisterschaft TTFA | 1952 | Singapur | SIN  | Viertelfinale |           |              |      |
| HKG     | Weltmeisterschaft       | 1971 | Nagoya   | JPN  | letzte 128    | letzte 64 | keine Teiln. | 21   |
| HKG     | Weltmeisterschaft       | 1956 | Tokio    | JPN  | letzte 64     | letzte 32 | letzte 16    | 7    |